# Ugoda żwaniecka
Ugoda żwaniecka – ugoda polsko-kozacka podpisana w 1653 roku podczas powstania Chmielnickiego po bitwie pod Batohem, oblężeniu Suczawy i po obronie wojsk koronnych w warownym obozie pod Żwańcem. Warunki zostały wymuszone na   armii polskiej, która zatrzymała się pod zamkiem w Żwańcu. Zdziesiątkowana przez głód, zimno i choroby, powróciła do domów, zawierając wcześniej porozumienie z Tatarami, które w sprawie kozackiej przywracało warunki ugody zborowskiej. Ugodę zawarto ustnie, stąd w źródłach widać pewne rozbieżności. Zagrożeni spodziewanym sojuszem kozacko-rosyjskim Tatarzy zdecydowali się zawrzeć z Rzecząpospolitą przymierze.